# 迈克·朗加巴迪
迈克·朗加巴迪 (英語：Mike Longabardi，1973年2月23日—），美国篮球教练员。

## 职业生涯
加盟火箭队之前，朗加巴迪先后任Pfeiffer 大学、Adelphi大学、拉斐特学院（Lafayette）和陶森大学（Towson）男子篮球助理教练七年，他效力的拉斐特学院花豹队（Leopards）教练组曾带球队赢得爱国者联盟（Patriot）冠军，并打进NCAA锦标赛， 朗加巴迪也是2008年凯尔特人冠军队教练组成员。
朗加巴迪是纽约布鲁克斯人，毕业于弗罗斯特堡州立大学（Frostburg），获健康与体育学位。
2007-08赛季开始前加入波士顿凯尔特人队教练组，任凯尔特人队助理教练。朗加巴迪曾在休斯顿火箭队任助理教练四年，视频协调员（video coordinator）两年，其中一年为视频协调员，一年为助理视频协调员。
朗加巴迪以及另外一位助教杰里·西奇丁（Jerry Sichting）在美國時間周日被太陽開除。